# Edwin Baer (Unternehmer)
Edwin Baer (* 17. November 1879 im Hof Schönbuch bei Bambergen; † 6. Januar 1949 in Küssnacht) war ein Schweizer Unternehmer.

## Biografie
Als gelernter Landwirt arbeitete Baer bis zu seinem 30. Altersjahr auf dem elterlichen Bauernhof. Er wanderte dann in die Schweiz ein, wo er verschiedene Landwirtschaftsbetriebe leitete, darunter «Geistlich Söhne» in Wolhusen. In dieser Gemeinde liess er sich auch einbürgern. 1922 schloss Nestlé sein Kondensmilch-Werk in Cham, wodurch viele Milchbauern in der Region, darunter auch in Küssnacht, ihren Hauptabnehmer verloren. Baer, der mittlerweile als Kaufmann tätig war, gründete im selben Jahr zusammen mit Oscar Kambly, dem Biskuitfabrikanten aus Trubschachen, eine Käserei in Küssnacht, um die nun plötzlich überschüssig gewordene Milch zu verarbeiten.
Anders als in der Innerschweiz üblich, stellte Baer jedoch nicht Hart- oder Halbhartkäse her. Stattdessen produzierte er als einer der ersten Käser der Schweiz Weichkäse nach französischem Vorbild. In der Wirtschaftskrise nach dem Ersten Weltkrieg war der Umsatz zunächst gering. Dies änderte sich, als die Käserei den Allgemeinen Consumverein in Basel (Vorgänger von Coop) als Grosskunden gewinnen konnte. In der Folge wurde die Käserei kontinuierlich ausgebaut und modernisiert. 1943 erzielte die Firma erstmals einen Umsatz von mehr als einer Million Franken. Nach dem Tod des Firmengründers übernahm dessen gleichnamiger Sohn den Betrieb.
Im Jahr 2000 übernahm Emmi 35 % an der Baer AG und verkaufte die Anteile 2008 an Lactalis. Ebenso verkaufte die Familie Baer ihren Anteil von 65 % an Lactalis. Stephan Baer, welcher die Firma zuletzt leitete, wurde 2015 Präsident von Tischlein deck dich (Wohlfahrtsorganisation).